# Ryan Owens
Ryan Owens (né le 29 septembre 1995 à Leeds en Angleterre) est un coureur cycliste britannique. Spécialiste des épreuves de vitesse sur piste, il est notamment vice-champion du monde de vitesse par équipes en 2018 et vice-champion olympiques de vitesse par équipes en 2021.

## Biographie
Ryan Owens vient d'une famille de cyclistes, notamment son père et son grand-père. Il commence le cyclisme à 11 ans et la compétition à 16 ans. En 2011, il est vice-champion de Grande-Bretagne du kilomètre dans la catégorie des moins de 16 ans, mais une grave blessure au mollet lui fait manquer la saison 2012. En 2013, il termine troisième du championnat ee Grande-Bretagne de keirin juniors (moins de 19 ans). L'année suivante, il commence à étudier à l'Université de Loughborough et en mai 2015, il domine les championnats universitaires britanniques, remportant trois médailles d'or et établissant deux nouveaux records des championnats. 
Pendant cette période, Owens parcourt près de 600 milles par semaine entre le vélodrome de Londres et le vélodrome de Derby à des fins d'entraînement. En 2015, il rejoint le programme d'entraînement de British Cycling et déménage à Manchester, où se trouve le centre d'entraînement national. 
En 2016, il nommé comme coureur de réserve pour les Jeux olympiques de Rio de Janeiro, mais n'est pas été utilisé. La même année, il devient champion d'Europe de vitesse par équipes espoirs (moins de 23 ans), avec Jack Carlin et Joseph Truman. En fin de saison, pour ses premiers championnats d'Europe élites, il est vice-champion d'Europe de vitesse par équipes, avec Carlin et Truman. Le trio remporte également les deux premières manches de la Coupe du monde 2016-2017 à Apeldoorn et Glasgow. 
En avril 2017, il est sélectionné pour ses premiers mondiaux élites. Il s'illustre en terminant quatrième du tournoi de vitesse individuelle et cinquième de la vitesse par équipes. Durant l'été, aux côtés de Carlin et Truman, il conserve son titre de champion d'Europe de vitesse par équipes espoirs. Lors de la saison suivante, il décroche sa toute première médaille mondiale aux championnats du monde d'Apeldoorn. Il est médaillé d'argent de la vitesse par équipes, après une défaite en finale contre l'équipe locale néerlandaise. Le mois suivant, avec l'Angleterre, il ajoute une première médaille aux Jeux du Commonwealth, où il est médaillé d'argent de la vitesse par équipes avec Philip Hindes et Joseph Truman.
En 2019, il est médaillé d'argent de la vitesse par équipes aux championnats d'Europe et médaille de bronze aux Jeux européens. Aux mondiaux 2020, il est à nouveau vice-champion du monde de la discipline derrière les Pays-Bas. En août 2021, il décroche la médaille d'argent de la vitesse par équipes aux Jeux olympiques de Tokyo, battu une nouvelle fois par les Pays-Bas. L'année suivante, il obtient l'argent aux Jeux du Commonwealth. Peu après, il abandonne momentanément sa carrière à 27 ans pour se consacrer à ses études en MBA au sein de la London Business School. Il met sa carrière de coureur côté en 2023, mais envisage de reprendre la compétition pour les Jeux olympiques de 2024. Néanmoins, le 25 avril 2024, il annonce arrêter sa carrière sportive pour occuper un poste à temps plein dans le conseil en stratégie.

## Palmarès sur piste

### Jeux olympiques
- Tokyo 2020
  -  Médaillé d'argent de la vitesse par équipes

### Championnats du monde
| Édition / Épreuve | Vitesse individuelle | Vitesse par équipes |
| Hong Kong 2017    | 4e                   | 5e                  |
| Apeldoorn 2018    | 7e                   | Argent              |
| Pruszków 2019     |                      | 5e                  |
| Berlin 2020       |                      | Argent              |

### Coupe du monde
- 2016-2017
  - 1er de la vitesse par équipes à Glasgow (avec Jack Carlin et Joseph Truman)
  - 1er de la vitesse par équipes à Apeldoorn (avec Jack Carlin et Joseph Truman)
- 2017-2018
  - 3e de la vitesse par équipes à Pruszków
- 2018-2019
  - 2e de la vitesse par équipes à Berlin
  - 2e de la vitesse par équipes à Londres
  - 3e de la vitesse par équipes à Milton
- 2019-2020
  - 2e de la vitesse par équipes à Minsk
  - 2e de la vitesse par équipes à Glasgow

### Jeux du Commonwealth
| Édition / Épreuve | Keirin | Vitesse individuelle | Vitesse par équipes |
| Gold Coast 2018   | 12e    | 1/4 de finale        | Argent              |
| Birmingham 2022   |        |                      | Argent              |

### Championnats d'Europe
| Épreuve / Édition          | Vitesse par équipes                    |
| Montichiari 2016 (espoirs) | Or (avec Jack Carlin et Joseph Truman) |
| Saint-Quentin 2016         | Argent                                 |
| Anadia 2017 (espoirs)      | Or (avec Jack Carlin et Joseph Truman) |
| Apeldoorn 2019             | Argent                                 |

### Jeux européens
| Édition / Épreuve | Vitesse par équipes |
| Minsk 2019        | Bronze              |

### Championnats de Grande-Bretagne
- 2014
  - 3e de la vitesse par équipes
- 2017
  -  Champion de Grande-Bretagne de vitesse par équipes (avec Jack Carlin et Joseph Truman)
  - 2e de la vitesse
- 2018
  -  Champion de Grande-Bretagne de vitesse par équipes (avec Jack Carlin, Philip Hindes, Jason Kenny et Matthew Teggart)
- 2019
  -  Champion de Grande-Bretagne de vitesse par équipes (avec Jack Carlin, Philip Hindes et Jason Kenny)
- 2020
  -  Champion de Grande-Bretagne de vitesse par équipes (avec Philip Hindes et Jason Kenny)